# Devil (CLC單曲)
《Devil》是韓國女子音樂組合CLC的數位單曲，歌曲由Cube Entertainment企劃並於2019年9月6日發行。